# Chi mi frena in tal momento
Chi mi frena in tal momento (Hot-Rod and Reel!) è un film del 1959 diretto da Chuck Jones. È un cortometraggio d'animazione della serie Looney Tunes, uscito negli Stati Uniti d'America il 9 maggio 1959. Ha come protagonisti Willy il Coyote e Beep Beep. È stato distribuito anche coi titoli Willy non demorde e, dal 1997, Una foto esplosiva.

## Trama
Willy (Famelicus famelicus) insegue Beep Beep (Supersonicus manducabilis) arrivando a un precipizio tra due sporgenze che l'uccello attraversa indenne, mentre Willy cade nel fiume sottostante dopo che una delle sporgenze si rompe. Il coyote tenta quindi di catturare o uccidere Beep Beep nei seguenti modi:
- lo insegue usando dei pattini a rotelle. Quando Beep Beep tenta di fargli lo sgambetto, Willy salta la zampa dell'uccello finendo però giù da un precipizio;
- lo attira verso una macchina fotografica esplosiva che ha un fucile nell'obiettivo, il quale però spara all'indietro verso Willy. Dopo che Beep Beep fugge via, Willy si accorge di non aver tolto il copriobiettivo;
- mentre Beep Beep si trova su una sporgenza più in alto di lui, cerca di raggiungerlo saltando su un tappeto elastico, rimanendoci però intrappolato all'interno come in un sacco di juta;
- cerca di sparargli un candelotto di dinamite con una balestra, ma è quest'ultima a spararsi in avanti mentre il candelotto gli resta in mano ed esplode;
- tenta di inseguirlo con un saltarello a reazione, ma l'attrezzo salta all'indietro e lo fa finire in un precipizio;
- costruisce un finto passaggio a livello con tanto di giradischi per simulare l'arrivo del treno. Quando Beep Beep si ferma, Willy cerca di catturarlo ma viene investito da un vero treno;
- accende la miccia di numerose bombe e cerca di farle scendere fino alla strada grazie a un lungo scivolo da lui costruito, ma non riesce a farle uscire dal contenitore. Malgrado i suoi tentativi, viene investito dall'esplosione ed è lui scendere dallo scivolo, quindi Beep Beep gli passa sopra;
- compra un monociclo a razzi che gli dà una grande velocità. Quando si avvicina a Beep Beep, l'uccello sembra accelerare in una nuvola di polvere, ma subito dopo che Willy gli sfreccia accanto si accorge che l'uccello lo ha ingannato ed è ancora sul posto, mentre il coyote cade da un dirupo.

## Distribuzione

### Edizioni home video

#### VHS
America del Nord
- Stars of Space Jam: Road Runner and Wile E. Coyote (26 novembre 1996)

Italia
- Silvestro gatto maldestro, 1ª parte (1985)[3]
- Le stelle di Space Jam: Beep Beep e Willy il Coyote (marzo 1997)

#### DVD e Blu-ray Disc
Il corto fu pubblicato in DVD-Video in America del Nord nella raccolta Road Runner and Wile E. Coyote della collana Stars of Space Jam, uscita il 9 ottobre 2018. È stato poi inserito nel Blu-ray Disc Looney Tunes Collector's Choice: Volume 1, distribuito in America del Nord il 30 maggio 2023.